# Ayé Aton
Ayé Aton (nascido Robert Underwood, 29 de janeiro de 1940, Versailles, Kentucky ; falecido em 30 de outubro de 2017, Lexington, Kentucky), foi um pintor, designer, muralista, músico e educador americano.
Aton tocou percussão na Arkestra de Sun Ra por vários anos na década de 1970. Como artista visual, ele era conhecido por seus murais com o tema do espaço sideral, que pintou em casas particulares e exteriores de prédios em Chicago durante os anos 1960 e 1970. Mais tarde, ele se tornou um educador de artes em Baton Rouge, Louisiana, e produziu centenas de pinturas de belas artes com motivos africanos, egípcios, nativos americanos, afrofuturistas e abstratos.
Em 2013, o historiador John Corbett colaborou com o artista/autor Glenn Ligon em um livro intitulado Sun Ra + Ayé Aton: Space, Interiors, and Exteriors, que apresentava fotografias inéditas dos anos 1960 e 1970 dos murais de grande escala de Aton, bem como fotos. do longa-metragem de Sun Ra, Space is the Place.
"Os murais [de Aton], com suas imagens de sóis ardentes, pirâmides, cometas e corpos planetários pintados nas paredes de casas negras por todo o lado sul [de Chicago]", escreveu Ligon, "eram sobre um futuro que ele, por meio de Sun Ra, estava estendendo a mão para levá-los. Encomendados desde o início dos anos 1960 até o início dos anos 1970, os murais eram pano de fundo para festas em casa, aniversários, discussões acaloradas, sexo, mágoa e vida. Eles foram a arte da capa do álbum para filosofias afrocêntricas e afrofuturistas que ajudaram uma geração a se reimaginar."
Ian Bourland, na revista Frieze em 2015, escreveu que "[Aton] tocou bateria para Ra's Arkestra, cuja síntese de ocultismo e estética de ficção científica encontrou seu caminho nas pinturas de parede pop-psicodélicas em grande escala de Aton em casas em todo o lado sul de Chicago - um atualização dos panoramas visionários de artistas black deco como Aaron Douglas."

## Vida e envolvimento com Sun Ra
Underwood nasceu em Versailles, Kentucky, e mudou-se para Nova York durante a adolescência. Em 1960, ele se mudou para Chicago, na época em que seu eventual mentor, o músico Sun Ra, mudou-se de Chicago para Nova York. Corbett escreveu que “[Underwood passou] um tempo com um grupo de estudo formado por homens mais velhos que jogavam damas em Washington Park, no South Side de Chicago. Ele era um jovem curioso, fazendo perguntas profundas sobre todos os tipos de tópicos obscuros, e vários membros do grupo de estudo contaram a ele sobre o cara a quem recorrer para tais perguntas: um sujeito que eles conheciam como Sunny Ray [sic], que havia recentemente deixou a cidade, mas estava melhor equipado para ajudar [Underwood] em sua busca por conhecimento."
Underwood ligou para Ra, que foi receptivo à orientação. De acordo com Corbett, Ra e Aton falaram quase diariamente pelos próximos onze anos, com Ra fornecendo orientação artística, filosófica e religiosa. Foi durante este período que Underwood mudou seu nome para Ayé Aton, possivelmente por sugestão (ou instrução) de Sun Ra. (O nome "Aton" é uma grafia variante de "Aten", o disco do sol, que era um aspecto do antigo deus egípcio do sol Ra. Quando Sun Ra morava em Chicago na década de 1950, sua banda costumava se apresentar em bailes patrocinado por um grupo social chamado "The Atonites." ) Durante esse período, Ayé começou a pintar murais ambiciosos nas casas dos residentes do lado sul de Chicago e ao ar livre em locais públicos, guiada pelas sugestões de motivos egípcios de Ra, abstrações coloridas e imagens do espaço sideral.
Por volta de 1972, Aton mudou-se para a Filadélfia, onde fixou residência na casa comunal de Sun Ra no distrito de Germantown e se juntou à célebre Arkestra de Ra como baterista e percussionista. Enquanto morava na casa, Aton pintou murais nos quartos dos colegas músicos Marshall Allen e John Gilmore, bem como no quarto de Sun Ra.
Aton tocou bateria e percussão com Sun Ra & His Arkestra de 1972–1976 e fez parte do conjunto de Ra nos álbuns Space is the Place e Discipline 27-II. Ele se apresentou com Sun Ra & His Arkestra no Ann Arbor Blues and Jazz Festival de 1972 e no concerto de Sun Ra's Carnegie Hall em 6 de julho de 1973. Ao longo dos anos, Aton também se apresentou extensivamente com outros músicos, incluindo Fred Anderson e Joseph Jarman da Association for the Advancement of Creative Musicians.
Três dos murais de Aton (creditados como “sim”) foram reproduzidos na compilação de poesia de Sun Ra de 1972, Extensions Out: The Immeasurable Equation, vol. II. (As obras originais foram reproduzidas em cores, mas foram reproduzidas em preto e branco, incluindo uma na capa.)

## Carreira posterior
Em 1976, Ayé deixou a Arkestra e voltou para Chicago. Tocou percussão com a Infinite Spirit Music, que em 1979 gravou o álbum Live Without Fear, lançado em 1980 pela Ancient Afrika Records.
Em 1983, Aton mudou-se para Baton Rouge, onde se tornou um defensor das artes comunitárias e tocou bateria em conjuntos locais.
Depois de ser diagnosticado com câncer em 2016, ele voltou para Kentucky, onde passou o último ano de sua vida morando com seu filho Ahmosis Aton. Nos últimos 20 anos de Ayé, ele produziu centenas de trabalhos em tela, papel e cartão, muitos dos quais nunca foram exibidos ou publicados publicamente.
Em 2013, o Studio Museum no Harlem apresentou sua primeira exposição individual de trabalho, Ayé Aton: Space-Time Continuum. O trabalho de Aton foi apresentado na exposição de 2016 The Freedom Principle: Experiments in Art and Music, 1965–Now, organizada pelo Museu de Arte Contemporânea de Chicago e que viajou para o Instituto de Arte Contemporânea da Universidade da Pensilvânia. Uma exposição póstuma, Ayé Aton: Sun Ra and Beyond, foi apresentada na Kincaid Gallery do Living Arts &amp; Science Center de Lexington em 2021.